# Sabong-myeon
Sabong-myeon (koreanska: 사봉면) är en socken i den södra delen av Sydkorea, 290 km söder om huvudstaden Seoul. Den ligger i kommunen Jinju i provinsen Södra Gyeongsang.